# NGC 5770
NGC 5770 is een lensvormig sterrenstelsel in het sterrenbeeld Maagd. Het hemelobject werd op 29 april 1786 ontdekt door de Amerikaanse astronoom Edward Singleton Holden.

## Synoniemen
- UGC 9575
- MCG 1-38-11
- ZWG 48.52
- PGC 53201